# 從心開始
《從心開始》（英語：Reign Over Me）是一部2007年的電影，亞當·山德勒（Adam Sandler）飾演一個在九一一恐怖攻擊事件中失去家庭的虛構角色，透過他的觀點，描繪事件後的影響和發展。麥克·賓德（Mike Binder）編寫並執導本片，由唐·奇鐸（Don Cheadle）、潔達·蘋姬·史密斯（Jada Pinkett Smith）、麗芙·泰勒（Liv Tyler）、莎佛朗·布洛斯（Saffron Burrows）、唐納·蘇德蘭（Donald Sutherland）主演，同時賓德自己也有參與演出。電影由哥倫比亞影業發行，於2007年3月23日在美國首先上映。

## 劇情概要
查理·費曼（Charlie Fineman，亞當·山德勒飾演）是一個完全對外在世界封鎖自己內心情緒的人。在9月11日的紐約攻擊事件當中，他失去了妻子和女兒，讓他無法接受。某一天查理意外與大學時期的室友艾倫·強森（Alan Johnson，唐·奇鐸飾演）重逢，改變了這一切。兩人開始重新找回他們過去的友誼，查理似乎有機會能找回希望、有希望從創傷中復原。自從大學之後，艾倫已經成為一名醫生，他下定決心要幫助他的老朋友找到走出傷痛的方法。

## 演員與角色
| 演員             | 角色                              |
| ---------------- | --------------------------------- |
| 亞當·山德勒      | 查理·費曼（Charlie Fineman）      |
| 唐·奇鐸          | 艾倫·強森醫生（Dr. Alan Johnson） |
| 潔達·蘋姬·史密斯 | 珍安·妮強森（Janeane Johnson）    |
| 麗芙·泰勒        | 安潔拉（Angela）                  |
| 莎佛朗·布洛斯    | 多娜（Donna）                     |
| 唐納·蘇德蘭      | 朱帝·瑞恩斯（Judge Raines）       |
| 麥克·賓德        | 休格曼（Sugarman）                |

## 其他
- 布萊德·彼特原本考慮要演出查理·費曼的角色，但最後是由亞當·山德勒演出。
- 預告片中使用了與電影片名相近的歌曲「Love, Reign O'er Me」。這首歌原本是由谁人（The Who）演唱，在原聲帶中則由珍珠果醬（Pearl Jam）翻唱。
- 在預告片中，兩位主角其中一幕在遊玩PlayStation 2上的電玩遊戲《汪達與巨像》。

## 資料來源
1. ↑  IMDb 估計值
2. ↑  http://www.boxofficemojo.com/movies/?id=reignoverme.htm

## 外部連結
- Box Office Mojo上《從心開始》的資料（英文）
- （英文）官方網站
- 開眼電影網《從心開始》介紹放映時刻票房
- （英文）官方預告片 （页面存档备份，存于）（Apple 電影預告網站）
- （英文）全球上映時間
- （英文）互联网电影数据库（IMDb）上《從心開始》的资料（英文）